# Web 2.0
Web 2.0 е наименование, създадено от O’Reilly Media (компания, занимаваща се основно с издателска дейност) през 2004 г., което се отнася до така нареченото второ поколение на уеб базирани услуги като сайтове за социални контакти (социални мрежи), уикита, инструменти за комуникация, и фолксономии (folksonomies), за които онлайн сътрудничеството, съвместната работа и обмена между потребителите са от голямо значение. O’Reilly Media използвали фразата като заглавие за серия от конференции, и оттогава тя е широко заимствана и възприета.
Въпреки че терминът подсказва за една нова версия на мрежата, явлението не се отнася до обновление на интернет или на техническите стандарти на World Wide Web, а на промени в начините, по които тези стандарти се използват. Навлизат в употреба фреймовете и ярките фонове, както и анимираните елементи с монотонно повтарящо се действие. Думите се заместват от икони и меню бутони. Според Тим О'Рейли Web 2.0 (Мрежата 2.0, Уеб 2.0) е „бизнес революция в компютърната индустрия, породена от преминаването към интернет като платформа и от опита да се разберат правилата за успех в тази нова платформа“.
Някои считат, че Web 2.0 е основно маркетингово понятие, което отвежда онлайн маркетинговите комуникации в друго измерение, с хоризонтална и вертикална комуникация едновременно.
Някои експерти по информационни технологии, а именно британският учен Тим Бърнърс-Лий, оспорват значението на термина, след като много от технологичните компоненти на Web 2.0 са били използвани още от създаването на световната мрежа.
Най-типични примери за Web 2.0 приложения са Youtube, MySpace, Digg, Twitter, Facebook и други.